# 尚褫
尚褫（？—？），字景福，河南汝寧府羅山縣人，明朝政治人物，進士出身。

## 生平
正統四年（1439年），登進士，授行人。後升南京監察御史。因彈劾周銓下獄，與其他監察御史均謫驛丞，其擔任雲南虛仁驛。景泰五年（1454年），因災異上書陳數事，減少佛教影響，奏章抵達禮部時，禮部尚書胡濙因私仇，一概不予遵行。之後他移豐城縣知縣。成化初年，因大臣舉薦，升湖廣僉事，負責賑災流民。之後致仕回鄉。曾孫尚維持。